# Methanobrevibacter
Methanobrevibacter ist eine Gattung obligat anaerober, methanogener Archaeen. Arten dieser Gattung können unter anderem im Darm, in der Mundflora und in der Vaginalflora vieler Säugetiere auftreten.

## Merkmale
Der Einzeller ist prokaryotisch, hat also keinen echten Zellkern. Der Name Methanobrevibacter bedeutet in etwa „methanbildender, kurzer Stab“. Die Zellen der verschiedenen Arten sind oval, kugel- oder stäbchenförmig; Methanobrevibacter bildet keine Sporen und selten Filamente (Zellformen). Seine Länge beträgt bis zu 4 μm, seine Breite beträgt bis zu 1 μm. Er ist grampositiv, hat eine Zellwand aus Pseudopeptidoglycan und erreicht, abhängig von der Art, sein Wachstumsoptimum bei einem pH-Wert zwischen 6 und 8 und bei Temperaturen von 28–42 °C.

## Lebensweise
Er findet sich im Verdauungstrakt von Säugetieren (z. B. in der menschlichen Darmflora). Er verwertet Kohlendioxid und Wasserstoff und produziert Methan. Dieses Gas wird von Säugetieren als Flatus aus ihrem Darmtrakt ausgeschieden, in geringen Mengen aber auch in den Blutkreislauf resorbiert.

## Systematik
Die Gattung Methanobrevibacter Balch & Wolfe 1981 wurde 1979 beschrieben und 1981 bestätigt. Die Typusart der Gattung ist Methanobrevibacter ruminantium (Smith & Hungate 1958) Balch & Wolfe 1981. Diese Art wurde zuvor der Gattung Methanobacterium zugeordnet (als „Methanobacterium ruminantium Smith & Hungate 1958“).

### Externe Systematik
Die Gattung Methanobrevibacter ist ein Taxon innerhalb der Familie Methanobacteriacea, welche der Ordnung Methanobacteriales angehört, die wiederum die Typusordnung der Klasse Methanobacteria ist; die Methanobacteria gehören der Abteilung Euryarchaeota innerhalb der Domäne Archaea an (LPSN). Alle bisher bekannten Arten, die der Klasse Methanobacteria Boone 2002 zugeordnet wurden, betreiben Methanogenese, sind also Methanbildner; innerhalb der Abteilung Euryarchaeota gibt es Archaeen, die Methan bilden und solche, die das nicht tun.
Aufgrund von Änderungen in der Taxonomie der Prokaryoten wurde in der Vergangenheit die taxonomische Einordnung sämtlicher Methanbildner und somit auch die Systematik von Methanobrevibacter novelliert. Heute stellen die Methanbildner keine taxonomische Einheit mehr dar, sondern eine physiologische bzw. ökologische Gruppe, der auch Methanobrevibacter angehört; aus historischen Gründen gibt es die veraltete und mehrdeutige Bezeichnung „Methanbakterien“.

### Arten
Der Gattung wurden 15 Arten zugeordnet (LPSN, Abruf 2019-09):
- Methanobrevibacter acididurans Savant et al. 2002
- Methanobrevibacter arboriphilus corrig. (Zeikus & Henning 1975) Balch & Wolfe 1981
- Methanobrevibacter boviskoreani Lee et al. 2013
- Methanobrevibacter curvatus Leadbetter & Breznak 1997
- Methanobrevibacter cuticularis Leadbetter & Breznak 1997
- Methanobrevibacter filiformis Leadbetter et al. 1998
- Methanobrevibacter gottschalkii Miller & Lin 2002
- Methanobrevibacter millerae Rea et al. 2007
- Methanobrevibacter olleyae Rea et al. 2007
- Methanobrevibacter oralis Ferrari et al. 1995
- Methanobrevibacter ruminantium (Smith & Hungate 1958) Balch & Wolfe 1981
- Methanobrevibacter smithii Balch & Wolfe 1981
- Methanobrevibacter thaueri Miller & Lin 2002
- Methanobrevibacter woesei Miller & Lin 2002
- Methanobrevibacter wolinii Miller & Lin 2002